# Rio Bâsca Mică
O Rio Bâsca Mică é um rio da Romênia afluente do Rio Bâsca Roziliei, localizado no distrito de Buzău.